# Clarice Zander
Alleyne Clarice Zander (9 de febrero de 1893-12 de octubre de 1958) fue una curadora de arte y directora de galería australiana, nacida como Alleyne Clarice Peel en Coleraine, Victoria, Australia. Se hizo conocida por organizar las Exposiciones de Arte Contemporáneo Británico en Melbourne en 1932 y 1933 después de mudarse a Londres en 1930.

## Lectura adicional
- «Zander, Alleyne Clarice (1893–1958)». Trove (en inglés). Biblioteca Nacional de Australia. Consultado el 27 de octubre de 2019.

- Datos: Q72619042